# Repentigny (Québec)
Repentigny è un comune del Canada, situato in Québec. Si tratta di un sobborgo di Montréal ed è situato nella regione amministrativa del Lanaudière.